# Хлопенко, Алексей Ефимович
Алексей Ефимович Хлопенко — советский военачальник, генерал-полковник.

## Биография
Родился в 5 октября 1915 года в селе Каниж. Член КПСС.
С 1933 года — на военной службе, общественной и политической работе. В 1933—1976 — на командной и штабной работе в Красной Армии / Советской Армии. Участник Великой Отечественной войны: командир 597 оадн РГК, начальник штаба 16-го гвардейского миномётного полка, командир 316-го гвардейского миномётного полка (с 1943 по 1.1945), начальник отдела по использованию ГМЧ штаба артиллерии 1-го Белорусского фронта, на штабной и командной работе Упр. КАРТ Группа советских войск в Германии (ГСОВГ), генерал-инспектор Главной инспекции Министерства обороны СССР. С 08.01.1986 г. — в запасе.
Умер 26 июля 2003 года, похоронен в Москве на Кунцевском кладбище.

## Воинские звания
- Генерал-майор артиллерии (7.05.1960)
- Генерал-лейтенант артиллерии (16.06.1965)
- Генерал-полковник артиллерии (15.12.1972)[5]

## Награды
- 6 орденов Боевого Красного Знамени;

- Орден Богдана Хмельницкого II степени (30.05.1945)[6];
- Орден Отечественной войны I степени;
- Два ордена Красной Звезды;

- Медаль «За боевые заслуги»[7];
- Медаль «За оборону Москвы», Медаль «За победу над Германией в Великой Отечественной войне 1941—1945 гг.», Медаль «За освобождение Варшавы», Медаль «За взятие Берлина»[3];

Иностранные награды:
- Медаль «Братство по оружию»[8];

- Медаль «За укрепление дружбы по оружию» I степени — золото (30.04.1980)[9];

- Орден «Возрождение Польши» IV класс — Офицерский крест (06.10.1973)[8];

- Медаль «За Варшаву 1939—1945» (08.07.1975)[8]
- Медаль «40 лет Социалистической Болгарии» (15.01.1985)[9];
- Орден «Полярная Звезда» (06.07.1971)[8];